# Aegosoma ossea
Aegosoma ossea är en skalbaggsart som beskrevs av Aurivillius 1897. Aegosoma ossea ingår i släktet Aegosoma och familjen långhorningar. Inga underarter finns listade i Catalogue of Life.